# 抱鼓石

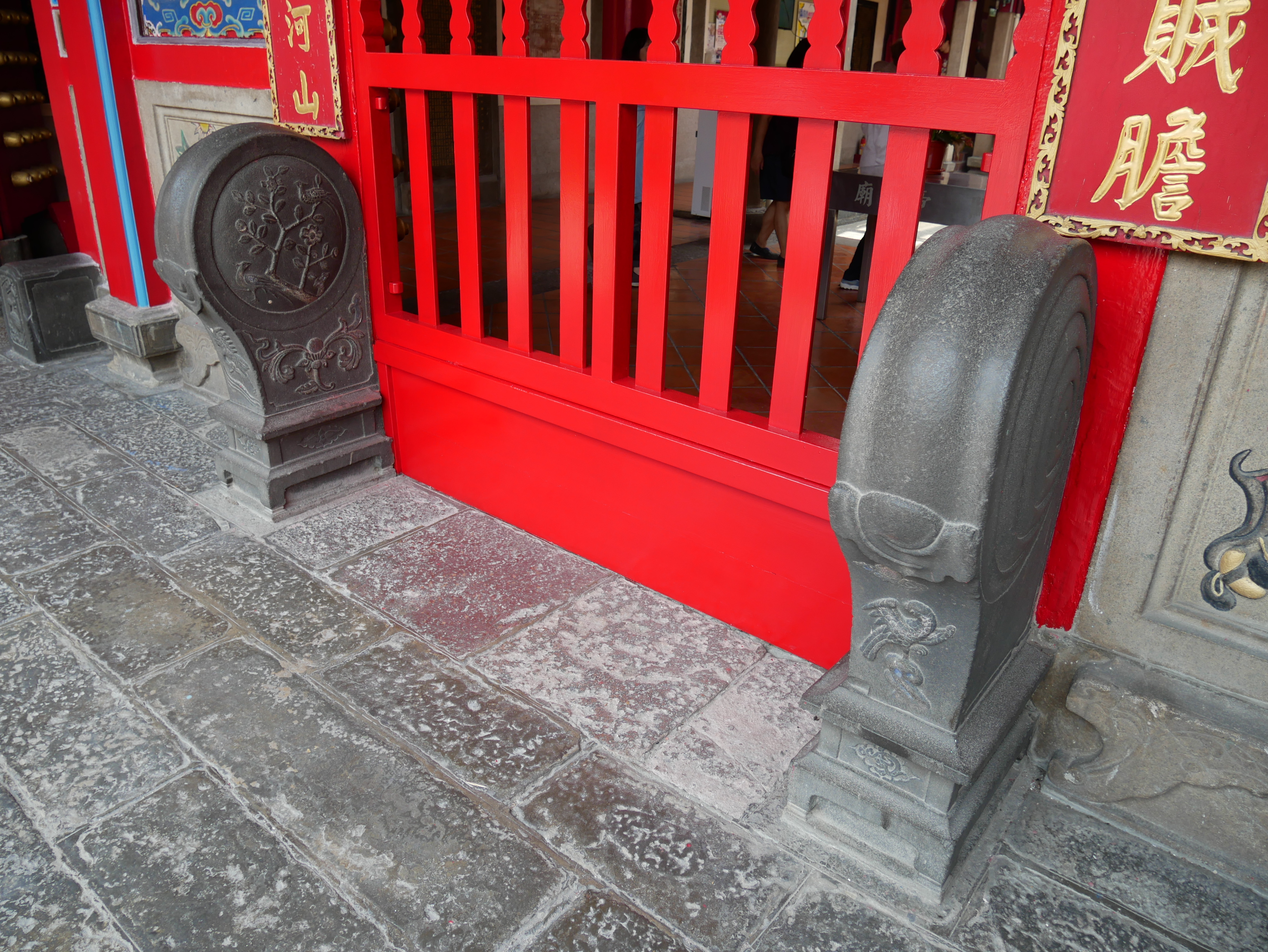
新竹關帝廟三川殿抱鼓石

抱鼓石，又称门鼓、石鼓、螺鼓石，門枕石的一種，是放置於寺廟、住宅等建筑的門檻兩旁之圓形石雕，可以穩固門面。鼓面常刻有螺旋紋，故又稱為螺鼓石。常刻龍鳳、花鳥等紋路。